# Компьенга
Компьенга (фр. Kompienga) — одна из 45 провинций Буркина-Фасо. Находится в Восточном регионе, административный центр провинции — город Пама. Площадь Компьенга — 7029 км².
Население по состоянию на 2006 год — 75 662 человек.

## Административное деление
Компьенга подразделяется на 3 департамента.